# Callipia languescens
Callipia languescens är en fjärilsart som beskrevs av W. Warren 1904. Callipia languescens ingår i släktet Callipia och familjen mätare. Inga underarter finns listade i Catalogue of Life.